# 第一次意大利独立战争
第一次義大利獨立戰爭發生於1848年至1849年，交戰的雙方為薩丁尼亞王國與奧地利帝國。這場戰爭主要的戰役有庫斯托扎戰役及諾瓦拉戰役，奧軍在拉德茨基的率領下擊敗了薩丁尼亞王國。

## 1848年革命
1848年，亞平寧半島上許多地區和其它歐洲地區一樣都發生了革命暴亂，皮埃蒙特的卡洛·阿爾貝托及托斯卡纳大公国的利奧波德二世都被迫向民主派妥協。趁著維也納本身也陷入革命暴亂當中，米蘭（五日）和威尼斯（短命的聖馬可共和國，後於1849年被奧地利重佔）兩座倫巴第-威尼西亞王國的首都也趁機揭竿起義。除了墨西拿以外的西西里人民都驅逐了波旁王朝的軍隊，卡洛二世也被趕出了帕爾馬公國。
薩丁尼亞王國決定利用這樣有利的情勢，向與教皇國及兩西西里王國同盟的奧地利宣戰，以挑戰奧地利在義大利的霸權。

## 戰爭過程
薩軍下轄2個軍團及1個預備師，總數約一萬兩千人，其砲兵與騎兵部隊都是最精銳的。3月21日，托斯卡納大公也帶著六千七百人加入到對抗奧地利的這一方。教皇國的軍隊也有為數相當的部隊趕來，同時還有更多志願軍的支援。3月25日，皮埃蒙特第二軍團開入米蘭，並於兩天後解放帕維亞。
歷經初期的勝利（戈伊托戰役及佩斯基耶拉戰役）後，由於擔心薩國的過度擴張會威脅到教皇國，庇護九世召回了他的部隊。兩西西里王國不久後也撤走了部隊，但是古格里爾默·佩佩卻拒絕返回那不勒斯，反而前往保衛威尼斯以防奧軍的反擊。兩西西里國王费迪南多二世之所以會撤軍，其主要原因在於，對兩西西里王室在各起義的島嶼上之統治權，卡洛·阿尔贝托並未給出明確的贊同態度。
1848年，幾個著名的起義點燃整個歐洲的革命風潮，革命黨人是在許多國家中都建立了新的憲法及臨時政府。卡爾·馬克思和弗里德里希·恩格斯都曾參予了這場革命，當年他們曾在德國的科隆發行「新萊因蘭新聞報」（Neue Rheinisch Zeitung）。 兩人曾在新萊因蘭新聞報中發表文章，聲援歐洲各地的革命行動，並贊同立憲與民選政府的舉動。此外，義大利的邦國除了試圖立憲外，甚至還尋求統一。如同當時幾乎所有歐洲左派人士的意見，馬克思和恩格斯兩人都堅決支持義大利與德國尋求統一的企圖。

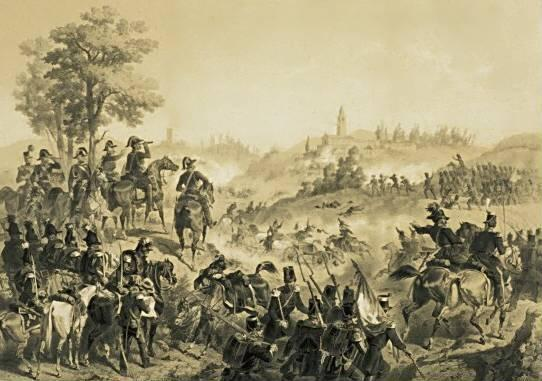
帕斯特伦戈前哨戰，由Grimaldi de Puget印刷

然而，左派卻因為要如何（包括戰略上及戰術上）統一成「義大利」，而陷入了分裂當中。這樣的分歧與爭論給了路易·拿破崙介入義大利統一運動的機會。雙方爭論亞平寧半島上的各邦國，到底是否會像過去那樣再度起義對抗奧地利的反動軍隊。但這次的運動卻越發越烈，看似有統一義大利的趨勢。一個左翼的革命團體認為，有法國的介入一同對抗奧地利，會有助於統一義大利的趨勢，並同時能提倡組建民主政權。這個團體也認為法國會在義大利人民對抗外國統治的解放戰爭時，站在義大利人民這邊。  根據激進流亡份子路德维希·班贝格尔的說法，法國在戰爭的角色是有推進性的效果。

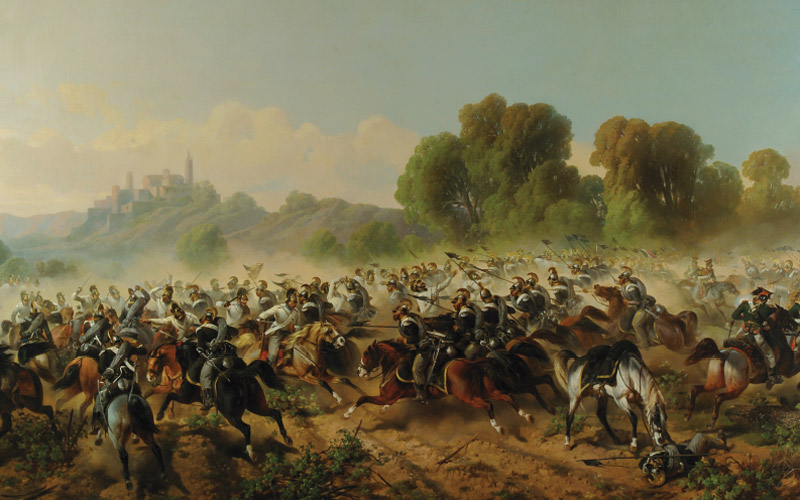
庫斯托扎戰役

在這些左翼激進份子爭論當中的另一方則認為，拿破崙三世會模仿他的叔叔拿破崙一世那樣先進軍義大利北部，然後再向德意志境內侵略。換句話說，他們覺得拿破崙三世並不會幫他們從列強的統治中解放出來，而是帶來另一個外來勢力對義大利的侵略。 雅可布·凡內德伊這派的激進份子則實際上建議革命軍中的左派應該和奧地利一同對抗法國，以利推動義大利統一的進程。  出於擔心拿破崙三世在德意志統一的角色以及隨後可能對義大利的越矩行為，凡內德伊提到：「為了統一德意志鬥爭、流血與勝利，那妳將能從戰場帶回統一的德意志議會。(Fight, bleed and prevail for a united Germany and you will bring the united German parliament home from the battlefield.)」

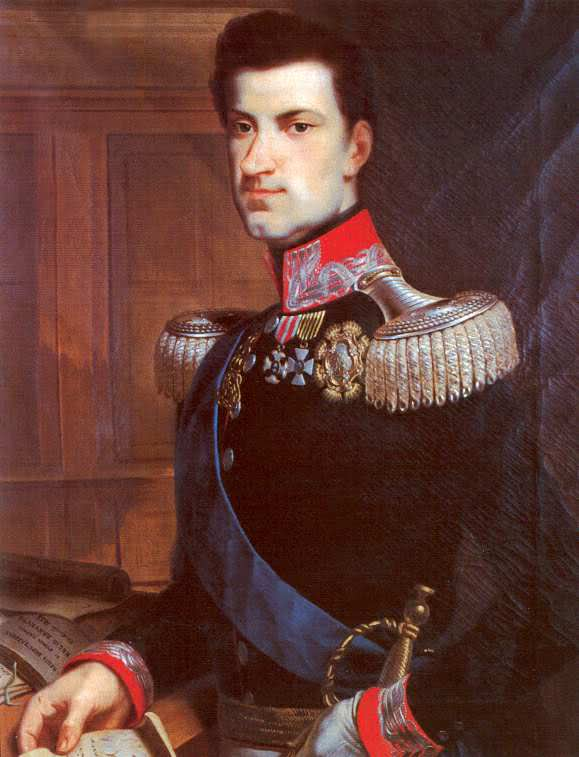
卡洛·阿尔贝托

法國並未參與1848年的第一次義大利獨立戰爭。當皮埃蒙特的軍隊在薩丁尼亞國王卡洛·阿尔贝托的率領下向奧屬義大利進軍並試圖點燃威尼斯的革命之火時，他們遭遇了由約瑟夫·拉德茨基麾下龐大的奧地利軍隊。1848年5月29日的库尔塔托内，奧地利的軍隊向皮埃蒙特與托斯卡尼的聯軍攻擊。雖然奧軍取得了勝利，但在库尔塔托内的反抗軍提供的協助下，皮埃蒙特軍重整起來並在隔天取得了戈伊托戰役的勝利(1848年5月30日)。
然而皮埃蒙特仍在1848年6月25日的庫斯托扎戰役中為拉德茨基指揮的奧軍所敗。  在庫斯托扎的挫敗導致米蘭於1848年8月6日被奧軍攻佔，並在三天後的8月9日，雙方於维杰瓦诺簽訂了停戰協定。這項停戰協定卻持續不到七個月，因為卡洛·阿尔贝托決定於1849年3月12日廢止了這項協定。  奧地利的軍隊在倫巴底地區發起了攻勢，並於1849年3月23日在諾瓦拉徹底擊敗了皮埃蒙特的軍隊。  皮埃蒙特的軍隊被擊退後，一路敗退回阿爾卑斯山腳下的博尔戈马内罗，隨後奧地利軍隊佔領了諾瓦拉、韦尔切利、特里诺及布雷西亚，通往皮埃蒙特首府都靈的道路也被打開。
卡洛·阿尔贝托退位後由他的兒子维托里奥·埃马努埃莱二世即位，同時兩國也於1849年8月6日簽訂合約，合約中規定皮埃蒙特-薩丁尼亞王國必須賠償六千五百萬法郎。
這場戰性象徵著薩國無法單獨擊敗奧國，因此薩國隨後便開始尋找一同對抗奧國盟友。然而最終只有法國(1859年)與普魯士(1866年)曾幫助過薩國，並將奧地利勢力從北義逐出。

## 傳記
- Engels, Frederick and Marx, Karl, Collected Works of Karl Marx and Frederick Engels: Volume 7 (International Publishers: New York, 1977).
- Engels, Frederick and Marx, Karl, Collected Works of Karl Marx and Frederick Engels: Volume 8 (International Publishers: New York, 1977).
- Engels, Frederick and Marx, Karl, Collected Works of Karl Marx and Frederick Engels: Volume 9 (International Publishers: New York, 1977).
- Fedoseyev, P. N., et al., Karl Marx: A Biography (Progress Publishers: Moscow, 1973).
- Gemkow, Heinrich, et al., Frederick Engels: A Biography (Verlag Zeit im Bild: Dresden, 1972).
- Smith, Denis Mack, Modern Italy: A Political History (University of Michigan Press: Ann Arbor, 1997).
- Sperber, Jonathan, Karl Marx: A Nineteenth Century Life (Liveright Publishing: New York, 2013).

## 外部連結
- 第一次義大利獨立戰爭中的歐洲與地中海地圖 (omniatlas.com) （页面存档备份，存于）